# Hermotimus coriaceus
Espèce
Hermotimus coriaceus est une espèce d'araignées aranéomorphes de la famille des Salticidae.

## Distribution
Cette espèce se rencontre au Gabon, au Cameroun et en Ouganda.

## Description
Le mâle syntype mesure 5 mm et la femelle syntype 5 mm.
La femelle décrite par Szüts en 2007 mesure 5,7 mm.

## Systématique et taxinomie
Cette espèce a été décrite par Simon en 1903.

## Publications originales
- Simon, 1903 : « Arachnides de la Guinée espagnole. » Memoiras de la Sociedad española de Historia natural, vol. 1, no 3, p. 65-124 (texte intégral).